# Corrente di sottosoglia
La corrente di sottosoglia è un fenomeno che riguarda il funzionamento dei MOSFET nella regione sottosoglia, consistente nella formazione di una debole corrente tra il source e il drain.
Nel modello di base dei MOSFET sono previste tre regioni di funzionamento, in particolare è prevista la regione di interdizione (cut-off) quando {\displaystyle V_{GS}<V_{tn}}, ovvero quando la tensione applicata al gate non raggiunge il valore di soglia {\displaystyle V_{tn}} necessario alla formazione del canale e di conseguenza non scorre alcuna corrente tra il source e il drain.
In realtà, nei casi in cui la tensione {\displaystyle V_{GS}} è inferiore ma prossima a {\displaystyle V_{tn}}, alcuni elettroni del source scorrono verso il drain dando vita ad una piccola corrente di drain che dipende esponenzialmente da {\displaystyle V_{GS}}
Nella distribuzione di Boltzmann alcuni elettroni hanno comunque energia sufficiente per passare tra D e S: scorre una piccola corrente di sottosoglia, che varia esponenzialmente con {\displaystyle V_{GS}}, ed è definita approssimativamente dalla relazione:
{\displaystyle I_{D}\approx I_{D0}e^{\begin{matrix}{\frac {V_{GS}-V_{th}}{(1+{\frac {C_{d}}{C_{ox}}})V_{T}}}\end{matrix}}},
dove {\displaystyle I_{D0}} è la corrente per {\displaystyle V_{GS}=V_{th}}, {\displaystyle C_{d}} è la capacità della regione di svuotamento e {\displaystyle C_{ox}} la capacità dello strato di ossido.

In un transistore il cui canale sia sufficientemente lungo non c'è dipendenza della corrente dalla tensione del drain finché {\displaystyle V_{DS}>>V_{T}}. Questa corrente è una delle cause del consumo di potenza nei circuiti integrati.
Nei circuiti digitali, la conduzione di sottosoglia è generalmente vista come una corrente parassita in uno stato che idealmente non prevedrebbe corrente. Nei circuiti analogici, d'altro canto, la zona di sottosoglia è considerata come una vera e propria regione di funzionamento e la corrente di sottosoglia è una normale proprietà del transistor.
In passato, tale corrente era insignificante, ma con la miniaturizzazione dei transistor ora arriva causare fino al 50% del consumo totale di potenza. La spiegazione sta nel fatto che per ridurre la potenza dissipata nei circuiti integrati (proporzionale al quadrato della tensione di alimentazione) la ricerca sul VLSI è sempre stata sviluppata anche in modo da ridurre la tensione di alimentazione. Così come la tensione di alimentazione è diminuita, per migliorare l'efficienza energetica, la tensione di soglia è scesa nelle stesse proporzioni. Come quest'ultima si è ridotta, gli effetti sul consumo energetico della corrente di sottosoglia sono aumentati esponenzialmente.